# Ironella cobbi
Ironella cobbi är en rundmaskart som beskrevs av Timm 1952. Ironella cobbi ingår i släktet Ironella och familjen Ironidae. Inga underarter finns listade i Catalogue of Life.